# Militares de Plaza Altamira
Los militares de plaza Altamira fueron un grupo inicial de catorce oficiales militares venezolanos tanto activos como retirados que el 22 de octubre de 2002 se pronunciaron en contra del gobierno de Hugo Chávez en la plaza Francia, en el este de Caracas, declarando la plaza como "zona liberada" e invitando a sus compañeros de armas a unirse, teniendo como objetivo conseguir la renuncia de Chávez. El grupo fue ampliamente respaldado por la sociedad civil, y durante el transcurso de la protesta se sumaron al menos 102 militares más al grupo, al igual que miles de manifestantes opositores.Más de 125 militares activos redactaron un documento llamado “Pronunciamiento de Militares Democrático”, anunciando que “nos declaramos en desobediencia legítima y desconocemos al régimen actual". 
El 6 de diciembre, un camarero de origen portugués, João de Gouveia, disparó contra la multitud reunida en la plaza, matando a tres personas e hiriendo a otras 25. João fue sometido y entregado a las autoridades momentos después. Otras cuatro personas que participaban en la concentración, incluyendo a tres militares, fueron halladas muertas el 20 de febrero de 2003, después de haber sido aparentemente secuestrados días antes en la plaza. El gobierno decidió dejar continuar la protesta, sin reprimirla. Después de varios meses, la concentración perdió fuerza y fracasó en conseguir sus objetivos.

## Antecedentes
El 7 de febrero de 2002, el coronel de aviación Pedro Soto pidió la renuncia de Hugo Chávez. Simpatizantes evitaron que Soto fuera detenido por la Policía Militar; sus superiores le ordenaron presentarse antes de 72 horas para rendir cuentas, o de lo contrario sería declarado desertor. Soto se presentó en la plaza Francia, en el este de Caracas, para explicar su conducta a una multitud congregada, afirmando que no se entregaría y retando al comandante en jefe de la aviación, Régulo Anselmi, a acudir a la plaza a hablar con él. Otro militar, el capitán de la Guardia Nacional Pedro Flores, se sumó a las críticas contra Chávez. Flores se presentó en la residencia presidencial de La Casona y declaró a los periodistas que la postura de Soto «es un sentir que está en muchos militares», pidiéndole a sus compañeros que se unieran al descontento público. Alrededor de dos mil manifestantes opositores se reunieron en la plaza Francia en la tarde después de las declaraciones de los militares, gritando consignas y golpeando cacerolas para pedir la renuncia de Chávez. Carlos Andrés Pérez, exiliado en Colombia, destacó el «gesto digno» del oficial y dijo que «puede ser la chispa de la explosión que se está esperando en Venezuela», expresando su confianza en las Fuerzas Armadas para derrocar a Chávez finalmente.
João de Gouveia vivía en una pensión en Sabana Grande, En la mañana de día 6 se dirigió a Parque Central (Caracas) donde compró una caja de municiones y de ahí fue a una peluquería. Globovisión revela un video días antes muy próximo a Freddy Bernal. Nelson Chacón y Gladys de Chacón testigos declararon que Gouveia vivía hace meses en una pensión propiedad de ellos en Sabana Grande, en Caracas.

## Sucesos

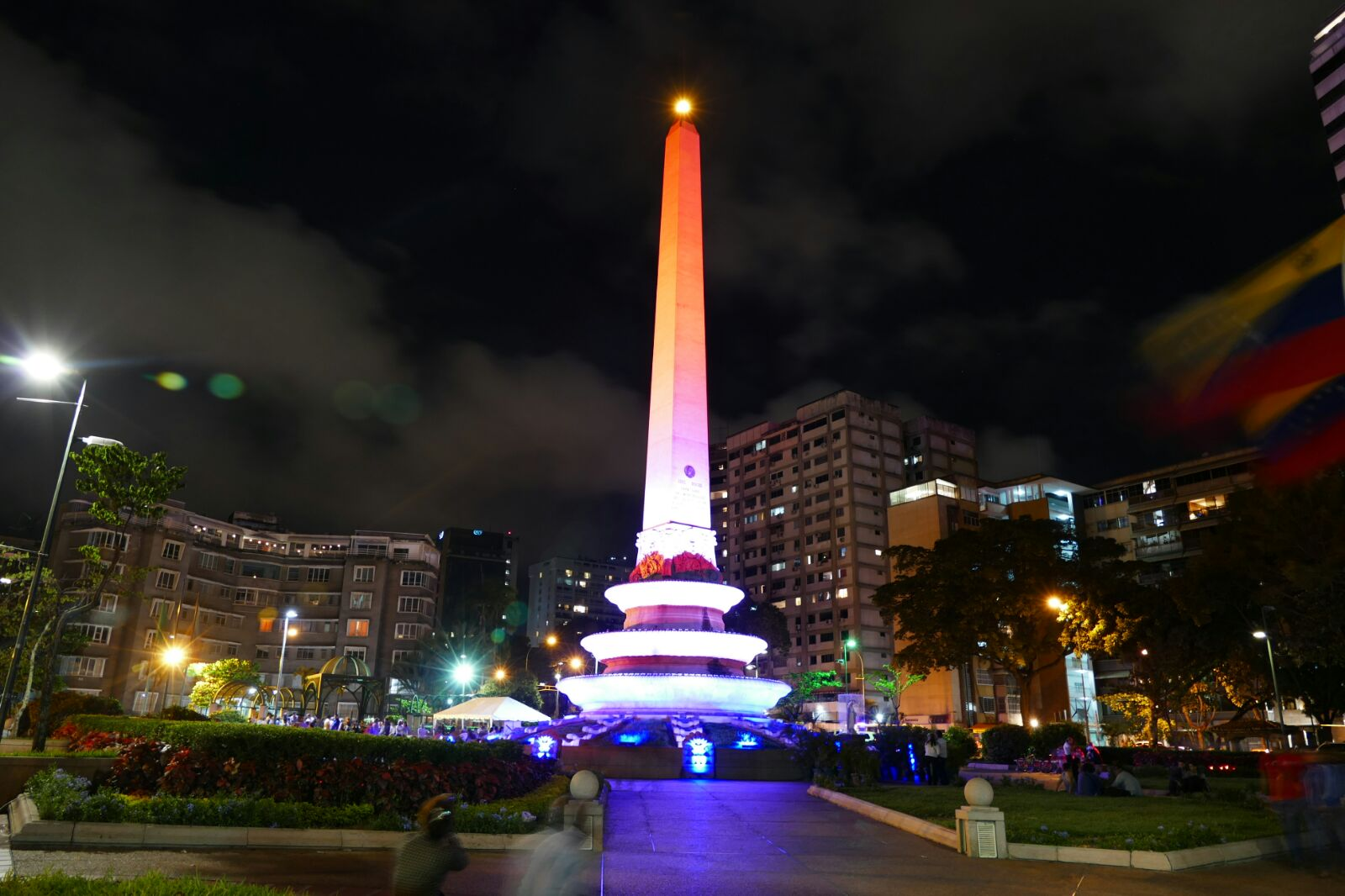
Plaza Francia en donde se desarrollaron los hechos.

El 22 de octubre de 2002, catorce oficiales militares venezolanos tanto activos como retirados (algunos de los cuales se habían alzado contra Chávez el 11 de abril de 2002) se pronunciaron por radio y televisión en contra del gobierno de Hugo Chávez en la plaza Francia, declarando la plaza como "zona liberada" e invitando a sus compañeros de armas a unirse, teniendo como objetivo conseguir la renuncia de Chávez. Los militares tenían como objetivo que otros militares activos se les unieran y forzaran la renuncia de Chávez. Dos días después, para el 24 de octubre, la coalición opositora de la Coordinadora Democrática ofreció su respaldo a los 14 oficiales militares que se declararon en desobediencia el pasado martes, aunque algunos de sus portavoces aclararon que no apoyan un golpe militar.
El grupo fue ampliamente respaldado por la sociedad civil. Después de dos meses de iniciada la protesta, se habían sumado al menos 102 militares más al grupo, de diferentes rangos, al igual que miles de manifestantes opositores. Una pequeña oficina popularizada como ‘el búnker', en los sótanos y estacionamientos de la plaza, fue destinada para el aseo, la cocina y el descanso de los militares de menor rango.
Más de 125 militares activos redactaron un documento llamado “Pronunciamiento de Militares Democrático” , anunciando que “nos declaramos en desobediencia legítima y desconocemos al régimen actual", los firmantes del documento ha sido reservado al igual que el libro de visitantes a la plaza, lo expresó  el Contralmirante Daniel Lino José Comisso Urdaneta en 2022.

“Por su resguardo, a su debido tiempo serán publicados, tanto los testimonios como los nombres de las personas que nos honraron con su participación diaria y cercana, fortaleciendo el espíritu de resistencia que se ejercía en esa zona liberada”.
Contralmirante José Comisso Urdaneta

El 26 de octubre de 2002, se celebró un cabildo abierto Extraordinario, convocado por el entonces Alcalde Metropolitano de Caracas, Alfredo Peña, en el cual se declaró y decretó el espacio de la Plaza  Altamira, como ‘Zona Liberada’.
El 6 de diciembre, cuatro días después de que iniciara el paro nacional en Venezuela, un camarero de origen portugués, João de Gouveia, disparó contra la multitud reunida en la plaza, matando a tres personas e hiriendo a otras 25. João fue sometido por los militares presentes y entregado a las autoridades por los manifestantes, después de que aparentemente se le atascara su pistola. João posteriormente se declaró culpable  de la muerte de tres personas: Keyla Guerra, Josefina Inciarte y Jaime Giraudy, fue condenado a 29 años y 11 meses de cárcel por los sucesos, pero nunca explicó claramente los motivos de su ataque.
“En noviembre 2002, se dio tres reuniones, fue la primera mesa de negociación entre el régimen y la oposición, con intermediación del secretario general de la OEA y del Centro Carter; en las primeras tres sesiones fueron incluidos dos militares de Altamira; el GD (EJ) Enrique Medina Gómez y el VA Héctor Ramírez Pérez, luego excluidos definitivamente. Eso facilitó que la agenda de la mesa no se centrara en la solicitud de renuncia, sino en una negociación para la celebración de un referendo revocatorio”.
El 20 de febrero de 2003, una mujer joven y tres militares disidentes, que participaban en la concentración de la plaza, fueron encontrados muertos en la carretera Cupo- Araira en la hacienda Palo Gacho, estado Miranda, atados y amordazados Se trataba de los soldados; Darwin Arguello, Ángel Salas y Félix Pinto y la ciudadana Zaida Peraza. La policía concluyó que la causa de muerte fueron múltiples heridas de escopeta y agregó que los cuerpos mostraban heridas adicionales consistentes con tortura. Una quinta víctima, una niña de catorce años, sobrevivió al ataque y fue internada a cuidados intensivos. Testigos denunciaron a la policía que el grupo había sido secuestrado cerca de la plaza en horas de la mañana del 16 de febrero; hombres armados los habrían forzado a entrar en dos carros y se retiraron del lugar. Después del hallazgo, se expresó temor y sospechas de que hubieran sido asesinados por motivos políticos.  El gobierno de Hugo Chávez intentó inculpar falsamente a los militares de Altamira.
El líder de los militares disidentes, el general Enrique Medina Gómez, comentó que los oficiales formaban parte de un grupo que se turnaban para vigilar la plaza y describió los asesinatos como un "crimen de lesa humanidad". El hermano de uno de los fallecidos acusó a elementos dentro de la policía venezolana y de los servicios de inteligencia de perseguir a los oficiales disidentes, y dijo que estaba recibiendo amenazas violentas de los círculos bolivarianos progubernamentales y del grupo Tupamaro.

## Desenlace
El gobierno decidió dejar continuar la protesta, sin reprimirla temporalmente. Después de varios meses, la concentración perdió fuerza y fracasó en conseguir sus objetivos. El gobierno inició investigaciones e imputaciones a 58 militares que se declararon en desobediencia legítima y emitió varias órdenes de aprensión. En marzo de 2005 el general Carlos Alfonso Martínez, fue acusado y sentenciado a 5 años de prisión por violación de zonas de seguridad, quedó en libertad después de 22 meses detenido. Sin embargo, siguen las investigaciones e imputaciones a otros 57 militares que se declararon en desobediencia legítima en Altamira. Entre ellos están acusados por los supuestos delitos de sublevación, subordinación y delitos contra la FANB, los generales Enrique Medina, Isidro Pérez Villalobos, el contralmirante Oscar Betancourt y el alcalde Leopoldo López. Tienen orden de aprehensión los coroneles Antonio Ortega, Carlos Hernández, Carlos González Caraballo, Ivan Trujillo Contreras, Gerardo Pérez Pernalete, Antonio Semprum Valecillos, Héctor Ortiz Zambrano, Otilio Martínez, Alexander Raffo Navarro y Domingo Santana, entre otros. El general Felipe Rodríguez, alías `el Cuervo´, quien también participó en la toma de la plaza Francia, está siendo juzgado por su supuesta participación en los atentados contra las embajadas de España y de Colombia en 2003. A la vez, los tenientes José Antonio Colina y Germán Rodolfo Valera, acusados por el mismo caso, permanecen en Miami bajo solicitud de asilo político.